# Autheuil-en-Valois
Autheuil-en-Valois é uma comuna francesa na região administrativa de Altos da França, no departamento de Oise. Estende-se por uma área de 9,24 km². Em 2010 a comuna tinha 278 habitantes (densidade: 30,1 hab./km²).